# Kaliabu (Salaman)
Kaliabu is een bestuurslaag in het regentschap Magelang van de provincie Midden-Java, Indonesië. Kaliabu telt 3784 inwoners (volkstelling 2010).